# Moddey Dhoo
De Moddey Dhoo (Manx-Gaelisch: ‘zwarte hond’) is een fabelwezen uit de Manxe folklore, dat de vorm van een grote, spookachtige hond aanneemt. Er zijn in de Manxe overlevering diverse verhalen omtrent de Moddey Dhoo bekend, maar het wezen wordt het meest geassocieerd met het kasteel van Peel, alwaar het in de 17de eeuw de dood van een soldaat zou hebben teweeggebracht. Dit verhaal werd gepopulariseerd door Walter Scott.
De beschrijvingen van de Moddey Dhoo vertonen overeenkomsten met vergelijkbare verhalen over hellehonden die tot de overleveringen van de Britse Eilanden behoren, waaronder de yeth hound uit Devon en de gwyllgi uit Wales. Dergelijke spookhonden zouden bovennatuurlijke wezens zijn die als gidsen optreden om bijvoorbeeld vissers voor genakende stormen te waarschuwen, maar boosaardig worden wanneer iemand met hen spot of hen dwarsboomt.

## De Moddey Dhoo in Peel Castle
Het bekendste verhaal over de Moddey Dhoo werd in de jaren 20 van de 18de eeuw opgetekend door de Engelsman George Waldron; het door hem beschreven incident zou zich echter in 1666 hebben voorgedaan, kort na de Engelse Burgeroorlog, toen er op het eiland Man nog veel soldaten gestationeerd waren. In dat jaar zouden de soldaten in het Kasteel van Peel iedere nacht, terwijl ze de wacht hielden, bezoek hebben gekregen van een mysterieuze zwarte hond die uit een steegje in het kasteel kwam, de hele nacht lang rustig in een hoekje zat en net voor het ochtendgloren weer vertrok. Vrijwel alle soldaten beschouwden deze hond als een paranormaal creatuur en trokken de wacht steeds getweeën op. Eén soldaat weigerde echter te geloven dat de Moddey Dhoo bovennatuurlijk was en zegde de anderen, op een nacht waarin hij te veel gedronken had, dat hij alleen de wacht zou houden en het beest onversaagd tegemoet zou treden. Na enkele minuten hoorden de andere soldaten een schreeuw en zagen zij hem uit het behekste steegje terugkomen; de boude soldaat had een pijnlijke grimas en sprak geen woord meer. Hij stierf kort daarop, en er werd besloten het steegje waar de Moddey Dhoo iedere nacht was uit gekomen voortaan dicht te metselen. Sedertdien werd het beest niet meer in het kasteel waargenomen.
Deze legende van de Moddey Dhoo wordt vermeld in The Lay of the Last Minstrel, een verhalend gedicht van Sir Walter Scott uit 1805 in gothic-stijl. Bij de ingang van het geruïneerde Kasteel van Peel staat heden ten dage een standbeeld van de Moddey Dhoo in een nis. Scott vermeldt het beest eveneens in zijn roman Peveril of the Peak uit 1822.

## Andere vermeldingen
De heemkundige Walter Gill maakt gewag van een verschijning van de Moddey Dhoo in de omgeving van Ramsey in 1927. Een van zijn vrienden zou toen op de weg naar Milntown een enorme, pikzwarte hond hebben gezien, die dreigend naar hem keek met roodgloeiende ogen en na enkele minuten afdroop. Vier jaar later zou een arts het beest langs dezelfde weg hebben waargenomen; volgens deze arts zou de spookhond ongeveer de grootte van een stier hebben gehad. Er zijn nooit kadavers van dergelijke dieren op Man aangetroffen.